# Neoregelia ruschii
Neoregelia ruschii é uma espécie de  planta do gênero Neoregelia e da família Bromeliaceae. 

## Taxonomia
A espécie foi descrita em 2001 por Bruno Rezende Silva e Elton Martinez Carvalho Leme. 

## Descrição
Caule com propagação vegetativa(s) por estolão.
| Folhas          | Folhas              |
| --------------- | ------------------- |
| número          | até 15              |
| bainha          | elíptica/oblonga    |
| cor da bainha   | vinácea             |
| lâmina          | concolor            |
| margem lâmina   | aculeada            |
| cor do acúleo   | vináceo/acastanhado |
| ápice da lâmina | acuminado           |

| Inflorescência | Inflorescência |
| -------------- | -------------- |
| forma          | umbelada       |
| tipo           | simples        |

| Flor                  | Flor                                     |
| --------------------- | ---------------------------------------- |
| número                | 11 - 15/26 - 30                          |
| comprimento           | 50 mm/60 mm                              |
| formato das bráctea   | floral linear                            |
| cor das bráctea       | floral verde/hialina                     |
| simetria da sépala    | assimétrica                              |
| comprimento da sépala | 10 - 15 mm                               |
| ápice da lâmina       | acuminado                                |
| pétala                | conata                                   |
| comprimento da pétala | 20 - 25 mm                               |
| cor da pétala         | branca com ápice azul/ purpúreo ou lilás |
| ovário                | elipsoide                                |

## Forma de vida
É uma espécie epífita, rupícola e herbácea. 

## Conservação
A espécie faz parte da Lista Vermelha das espécies ameaçadas do estado do Espírito Santo, no sudeste do Brasil. A lista foi publicada em 13 de junho de 2005 por intermédio do decreto estadual nº 1.499-R. 

## Distribuição
A espécie é endêmica do Brasil e encontrada no estado brasileiro de Espírito Santo. 
A espécie é encontrada no domínio fitogeográfico de Mata Atlântica, em regiões com vegetação de floresta ombrófila pluvial.